# غريغ بروكر
غريغ بروكر (بالإنجليزية: Greg Brooker)‏ هو ملحن ومنتج أسطوانات بريطاني، ولد في 31 مارس 1981 في غلدفورد في المملكة المتحدة.